# 宫廷犹太人
在早期现代，宫廷犹太人/宫廷代理商（德语：Hofjude / Hoffaktor，意第绪语：הויף איד / קאַורט פאַקטאַר，Hoyf Id / Kourt Faktor）指的是專門帮助欧洲（主要是德意志地区）王族与贵族管理财政的犹太银行家，前者有时也会找他们借贷款。作为回报，宫廷犹太人能从贵族们那里得到社会特权，在某些情况下，甚至能被授予贵族地位。10-13世纪的西班牙后倭马亚王朝、埃及法蒂玛王朝等伊斯兰政权中也有宫廷犹太人。
后世所谓的宫廷犹太人最早出现于中世纪盛期。中世纪的教会禁止基督徒从事高利贷职业，犹太人则不受此限制。因此，部分犹太人选择从事金融业。当时的王族、贵族以及教会會从货币兑换商（money changer）处借钱，或雇佣他们为财务官。这些人中最著名的是林肯的亚伦（Aaron of Lincoln，约1125-1186）和斯特拉斯堡的维维林（Vivelin of Strasbourg，？-1347年后）。一些犹太裔财务官会借助家族关系为主公提供资金、粮食、武器、弹药、黄金以及贵金属。
绝对君主制政体在中欧地区发展起来后，很多國家的皇室都通過犹太人（大部分都是阿什肯纳兹猶太人）來籌款。這些猶太人借此积聚个人财富，取得政治与社会影响力，但宫廷犹太人在基督教世界中主要靠基督徒贵族以及教会来建立自己的社会关系網。由于犹太人在基督教世界地位不稳，有些贵族就故意欠款不还。若自己的主公死了，那犹太财务官就可能遭流放或处决。最著名的案例发生在1737年，当年，符腾堡公爵卡爾·亚历山大逝世，接着他的犹太财务官约瑟夫·苏斯·奥本海默就被送上法庭，最终被处死。为避免遭到如此下场，18世纪末，有些宫廷犹太银行家——如塞缪尔·布莱希罗德（Samuel Bleichröder，1779-1855）、迈尔·阿姆谢尔·罗斯柴尔德、阿伦·埃利亚斯·塞利格曼（Aron Elias Seligmann）就開始遠離皇室，最终建成了属于自己的、完全成熟的银行。